# Marian Rejewski
Marian Adam Rejewski (( ['marjan re'jefski]; Bydgoszcz, Império Alemão, 16 de agosto de 1905 – Varsóvia, República Popular da Polônia, 13 de fevereiro de 1980) foi um matemático e criptoanalista polaco (polonês) que, no final de 1932, reconstruiu a invisível máquina de cifragem militar alemã Enigma, auxiliado por documentos limitados obtidos pela inteligência militar francesa. Nos sete anos seguintes, Rejewski e seus colegas criptologistas matemáticos Jerzy Różycki e Henryk Zygalski desenvolveram e usaram técnicas e equipamentos para descriptografar as cifras de máquina alemãs, mesmo quando os alemães introduziram modificações em seus equipamentos e procedimentos de criptografia. Cinco semanas antes da eclosão da Segunda Guerra Mundial, os poloneses, em uma conferência em Varsóvia, compartilharam suas conquistas com os franceses e britânicos, permitindo assim que a Grã-Bretanha começasse a ler mensagens criptografadas da Enigma alemã, sete anos após a reconstrução original da máquina por Rejewski. A inteligência obtida pelos britânicos a partir das criptografias da Enigma fazia parte do codinome Ultra e contribuiu - talvez de forma decisiva - para a derrota da Alemanha.
Em 1929, enquanto estudava matemática na Universidade de Poznań, Rejewski frequentou um curso secreto de criptologia conduzido pelo Bureau de Cifras do Estado-Maior Polonês (Biuro Szyfrów), que ingressou em setembro de 1932. O Bureau não teve sucesso na leitura de mensagens criptografadas pela Enigma e colocou Rejewski para trabalhar no problema no final de 1932. Ele deduziu a fiação interna secreta da máquina depois de apenas algumas semanas. Rejewski e seus dois colegas desenvolveram técnicas sucessivas para a descriptografia regular das mensagens Enigma. Suas próprias contribuições incluíram o catálogo criptológico, obtido com o uso do ciclômetro que ele inventou, e a bomba criptológica.
Cinco semanas antes da invasão alemã da Polônia em 1939, Rejewski e colegas apresentaram suas realizações aos representantes da inteligência francesa e britânica convocados a Varsóvia. Logo após a eclosão da guerra, os criptologistas poloneses foram evacuados para a França, onde continuaram a quebrar mensagens criptografadas pela Enigma. Eles e sua equipe de apoio foram novamente obrigados a evacuar após a queda da França em junho de 1940, e retomaram o trabalho disfarçados alguns meses depois, na França de Vichy. Depois que a "Zona Franca" francesa foi ocupada pela Alemanha em novembro de 1942, Rejewski e Zygalski fugiram via Espanha, Portugal e Gibraltar para a Grã-Bretanha. Lá, eles se alistaram nas Forças Armadas Polonesas e foram colocados para trabalhar na solução de cifras alemãs de baixo grau.
Após a guerra, Rejewski se reuniu com sua família na Polônia e trabalhou como contador. Por duas décadas, ele permaneceu em silêncio sobre seu trabalho criptológico pré-guerra e de guerra para evitar a atenção adversa do governo dominado pelos soviéticos; ele quebrou o silêncio em 1967, quando forneceu ao Instituto Histórico Militar Polonês suas memórias de seu trabalho no Cipher Bureau. Ele morreu aos 74 anos de um ataque cardíaco e foi enterrado com honras militares no Cemitério Militar Powązki de Varsóvia.

## Maquina enigma

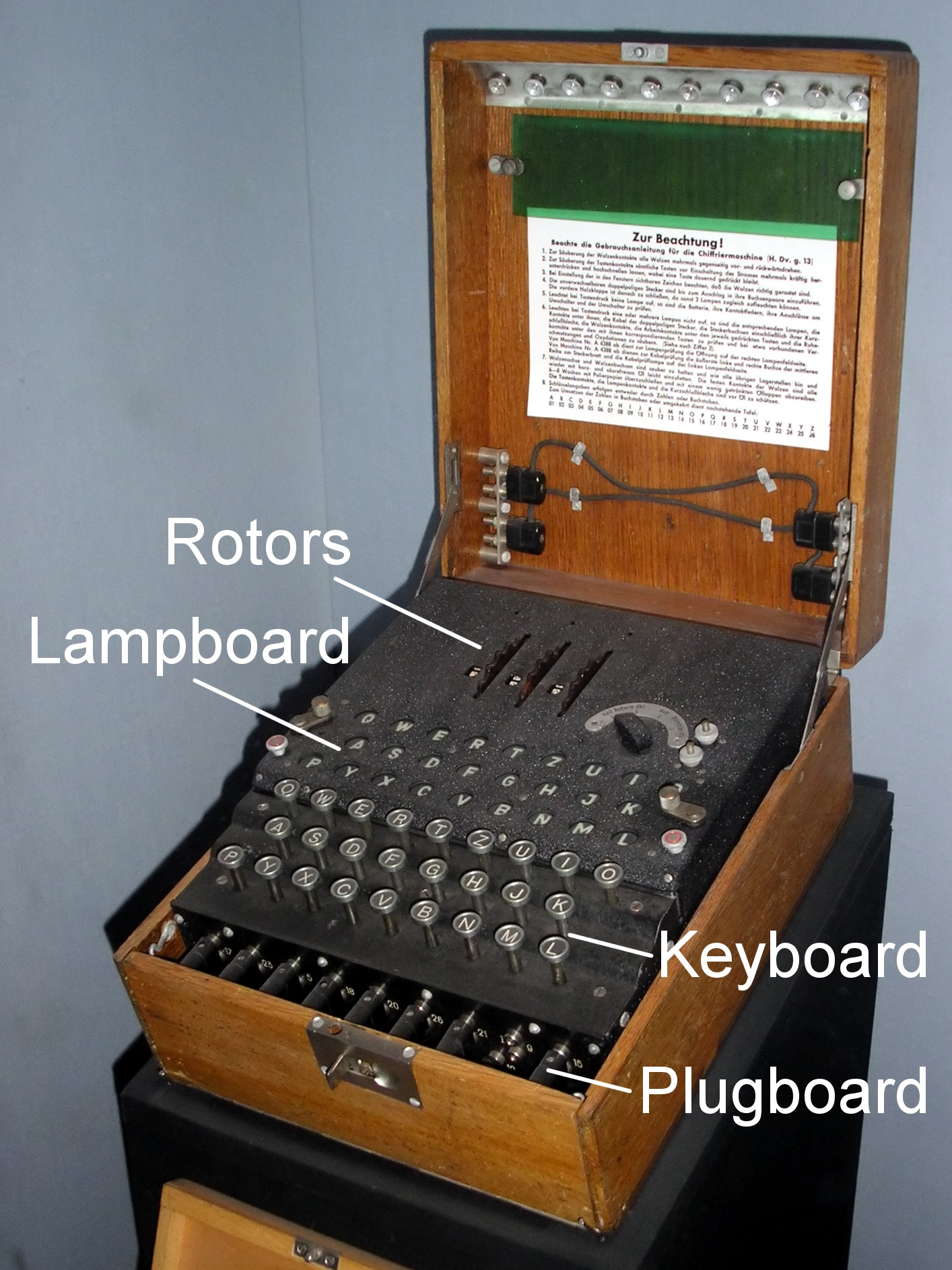
Máquina Enigma, resolvida por Rejewski em 1932

A máquina Enigma era um dispositivo eletromecânico, equipado com um teclado de 26 letras e 26 lâmpadas, correspondentes às letras do alfabeto. Dentro havia um conjunto de tambores com fio (rotores e um refletor) que embaralhava a entrada. A máquina usava um plugboard para trocar pares de letras, e a codificação variava de uma tecla pressionada para outra. Para que dois operadores se comuniquem, as duas máquinas Enigma devem ser configuradas da mesma maneira. O grande número de possibilidades para configurar os rotores e o plugboard combinadas para formar um número astronômico de configurações, e as configurações eram alteradas diariamente, então o código da máquina tinha que ser "quebrado" novamente a cada dia.
Antes de 1932, o Cipher Bureau teve sucesso em resolver uma máquina Enigma anterior que funcionava sem um plugboard, mas não teve sucesso com a Enigma I, uma nova máquina de cifragem alemã padrão que estava começando a ser amplamente utilizada. No final de outubro ou início de novembro de 1932, o chefe da seção alemã do Cipher Bureau, capitão Maksymilian Ciężki, encarregou Rejewski de trabalhar sozinho na máquina alemã Enigma I por algumas horas por dia, mas Rejewski não devia contar a seus colegas o que estava fazendo.

## Reconhecimento

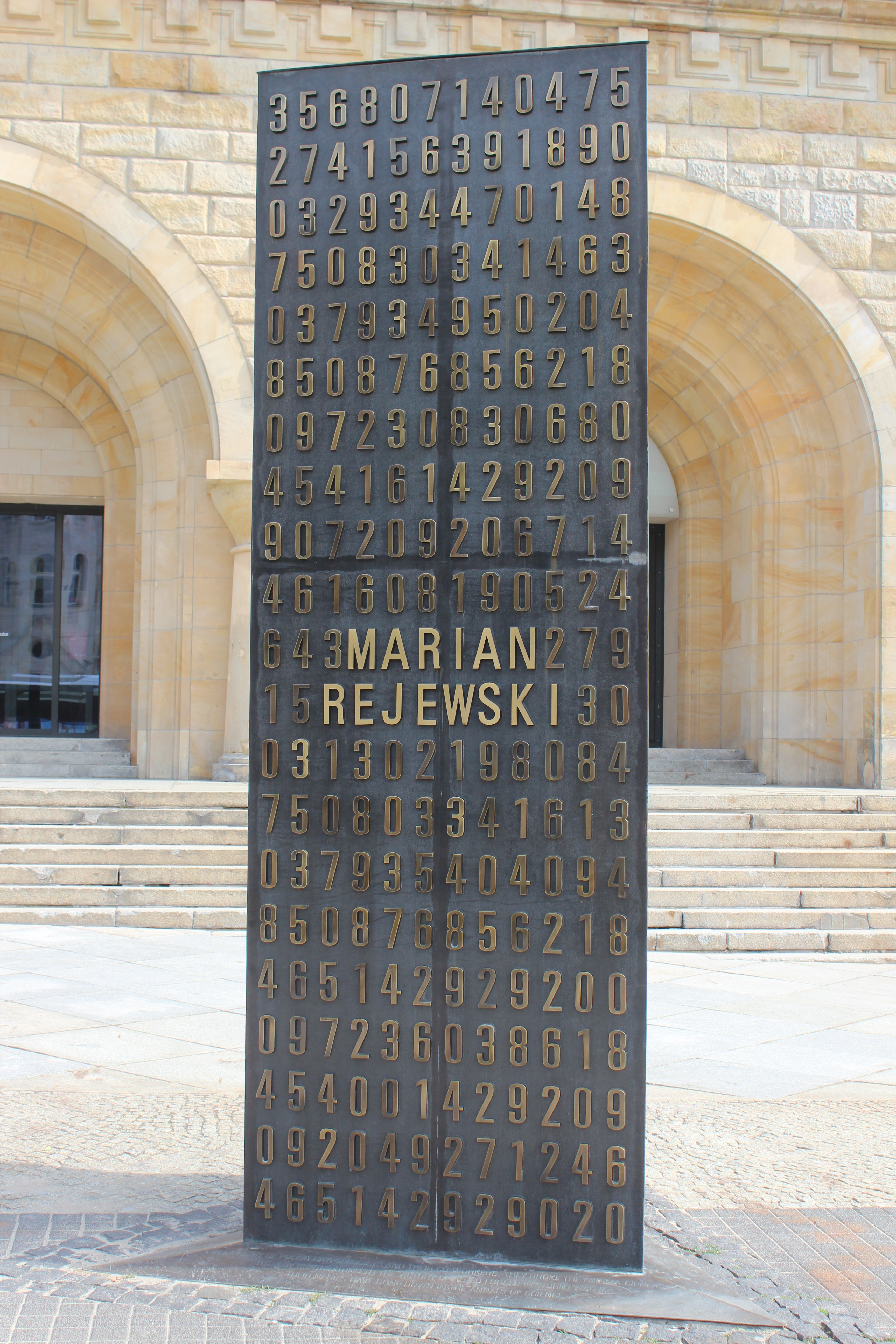
Monumento de 2007 aos criptologistas Rejewski, Różycki e Zygalski em frente ao Castelo de Poznań

Em 21 de julho de 2000, o presidente da Polônia Aleksander Kwaśniewski concedeu postumamente a segunda maior condecoração civil da Polônia, a Grã-Cruz da Ordem da Polônia Restituta, a Marian Rejewski e Henryk Zygalski. Em julho de 2005, a filha de Rejewski, Janina Sylwestrzak, recebeu em seu nome a Medalha de Guerra 1939–1945 do Chefe do Estado-Maior de Defesa britânico. Em 1 de agosto de 2012, Marian Rejewski recebeu postumamente o Prêmio Knowlton da Associação do Corpo de Inteligência Militar dos Estados Unidos. Sua filha Janina recebeu o prêmio em sua cidade natal, Bydgoszcz, em 4 de setembro de 2012. Rejewski fora nomeado para o prêmio pela contra-espionagem do Comando Aliado da OTAN.
Em 2009, o correio polonês emitiu uma série de quatro selos comemorativos, um dos quais retratava Rejewski e seus colegas matemáticos-criptólogos Jerzy Różycki e Henryk Zygalski.
Em 5 de agosto de 2014, o Instituto de Engenheiros Eletricistas e Eletrônicos (IEEE) homenageou Rejewski, Różycki e Zygalski com seu prestigioso Prêmio Milestone, que reconhece realizações que mudaram o mundo.
Um monumento de bronze de três lados foi dedicado em 2007 em frente ao Castelo Imperial de Poznań. Cada lado traz o nome de um dos três matemáticos poloneses que quebraram a cifra Enigma.
Rejewski e seus colegas foram os heróis de Sekret Enigmy (O Segredo da Enigma), um filme de suspense sobre a solução dos poloneses para a cifra alemã da Enigma. O final de 1980 também viu uma série de TV polonesa com um tema semelhante, Tajemnice Enigmy ("The Secrets of Enigma").